# Stanisław Tkaczow

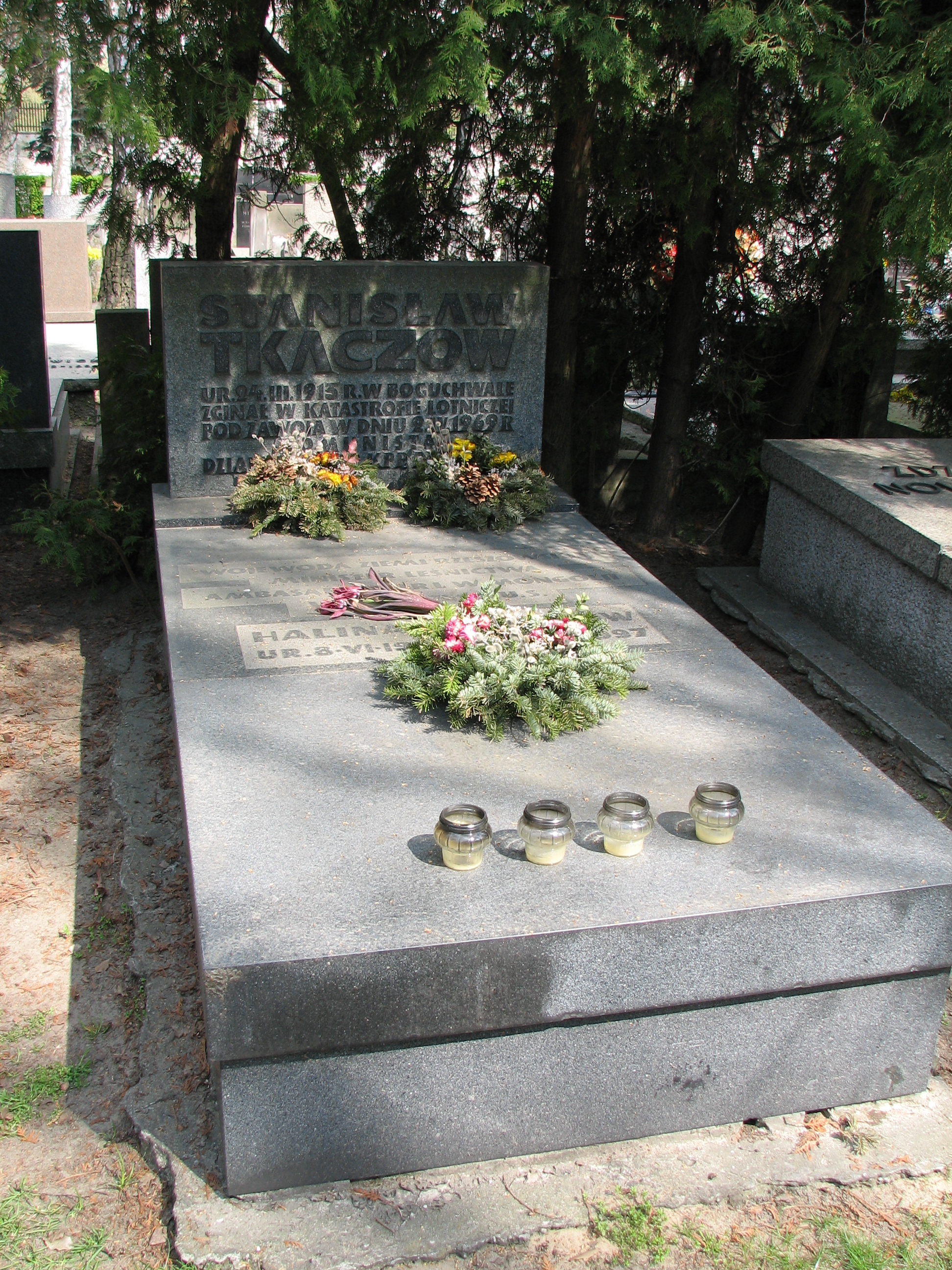
Grób Stanisława Tkaczowa i jego żony Haliny na Cmentarzu Wojskowym na Powązkach w Warszawie

Stanisław Tkaczow, pierwotnie Tkaczów (ur. 24 marca 1913 w Boguchwale, zm. 2 kwietnia 1969 w Zawoi) – polski agronom i polityk komunistyczny. Minister lasów, poseł do Krajowej Rady Narodowej, na Sejm Ustawodawczy oraz Sejm PRL I kadencji. Ambasador PRL w Mongolii.

## Życiorys
Urodził się w rodzinie chłopskiej jako syn Romana (1864–1942, pracującego, jako dworski chmielarz w boguchwalskim majątku) i Józefy. Jego braćmi byli Jan (1893–1938), Józef (1900–1972), Ferdynand (1902–1936) – także działacze polityczni. Pierwotnie nazwisko rodziny brzmiało Tkaczów.
Uzyskał średnie wykształcenie agronomiczne. Jego starsi bracia Jan, Józef i Ferdynand prowadzili działalność polityczną, dlatego za ich przykładem Stanisław w 1928 roku wstąpił do Komunistycznego Związku Młodzieży Polskiej. Od 1932 roku był członkiem Komunistycznej Partii Polski i wszedł w skład kierownictwa Komitetu Okręgowego KPP Tarnów-Rzeszów, a następnie był sekretarzem komitetu obwodowego KZMP w Rzeszowie. W 1933 roku podczas strajków i demonstracji chłopskich został na 2 lata aresztowany i pozbawiony na 10 lat praw obywatelskich. W II RP rodzinny dom Tkaczowów był miejscem tajnych zebrań i spotkań rzeszowskich komunistów.
Po wojnie obronnej 1939 przeszedł na teren okupacji radzieckiej. W latach 1943–1944 uczestniczył w partyzantce radzieckiej. Do kraju powrócił z Armią Czerwoną w sierpniu 1944. Organizował rady narodowe w Rzeszowskiem. Od 1944 był członkiem Polskiej Partii Robotniczej, a w latach 1945–1948 był zastępcą członka KC PPR. 22 października 1944 roku został mianowany wojewodą lwowskim z siedzibą w Rzeszowie, który to urząd sprawował do 30 czerwca 1945 roku. 31 grudnia 1944 zgłoszony przez PPR na posła do Krajowej Rady Narodowej, następnie pełnił mandat poselski na Sejm Ustawodawczy oraz Sejm PRL I kadencji. Od 28 czerwca 1945 do 6 lutego 1947 był ministrem lasów w rządzie Edwarda Osóbki-Morawskiego. Od 15 grudnia 1948 był członkiem Polskiej Zjednoczonej Partii Robotniczej, w latach 1948–1968 był zastępcą członka Komitetu Centralnego. Od 1947 do 1951 był podsekretarzem stanu w Ministerstwie Rolnictwa i Reform Rolnych, a od maja 1951 roku do listopada 1956 był podsekretarzem stanu w Ministerstwie Państwowych Gospodarstw Rolnych.
Od marca 1957 roku do lutego 1960 roku był pełnomocnikiem rządu ds. zagospodarowania ziem południowych. Od maja 1960 roku do lipca 1965 roku był ambasadorem nadzwyczajnym i pełnomocnikiem PRL w Mongolii. Od sierpnia 1966 roku do kwietnia 1969 roku był wiceprezesem Zakładu Ubezpieczeń Społecznych, a w latach 1966–1969 był prezesem Naczelnej Rady Łowieckiej Polskiego Związku Łowieckiego.
Zginął w katastrofie lotniczej pod Zawoją. 
Mieszkał w Warszawie. Był żonaty z Haliną z domu Struzik (1913-1997). Został pochowany 5 kwietnia 1969 w Alei Zasłużonych na Cmentarzu Wojskowym na Powązkach (kwatera A2-tuje-17). W pogrzebie udział wzięli członkowie Biura Politycznego KC PZPR: Stefan Jędrychowski, Władysław Kruczek i Ignacy Loga-Sowiński, zastępcy członków Biura Politycznego: wicepremier Piotr Jaroszewicz i sekretarz KC Mieczysław Moczar oraz zastępca przewodniczącego Rady Państwa Bolesław Podedworny. W imieniu władz przemówienie wygłosił wicepremier Piotr Jaroszewicz

## Odznaczenia
- Krzyż Komandorski z Gwiazdą Orderu Odrodzenia Polski (1946)[12].